# OH-58 (航空機)
OH-58 カイオワ
OH-58D カイオワ・ウォリア
- 用途：観測・軽戦闘ヘリコプター
- 製造者：ベル・ヘリコプター
- 運用者：
  -  アメリカ合衆国（アメリカ陸軍）
  -  中華民国（台湾陸軍）
  -  カナダ（カナダ空軍） 他
- 初飛行：1962年12月8日
- 生産数：2,200機以上
- 運用開始：1967年
- 運用状況：退役(アメリカ陸軍)

OH-58 カイオワ（英語: OH-58 Kiowa）は、ベル・ヘリコプターが開発した観測ヘリコプターである。アメリカ陸軍においては、主力観測ヘリコプターのほか、戦闘ヘリコプターとしても使用される。その性能は世界から高く認知され、これまでに6か国に輸出されている。
愛称のカイオワ（Kiowa）は、アメリカ先住民のカイオワ族にちなむ。

## 開発

### 軽観測ヘリコプター (LOH) 計画

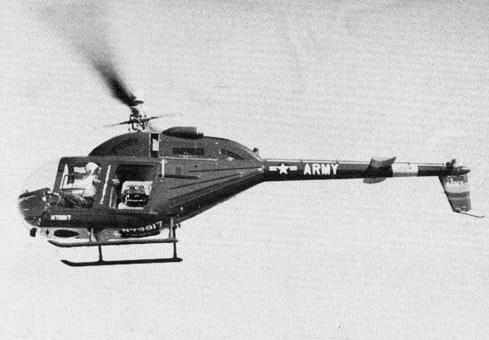
YOH-4A

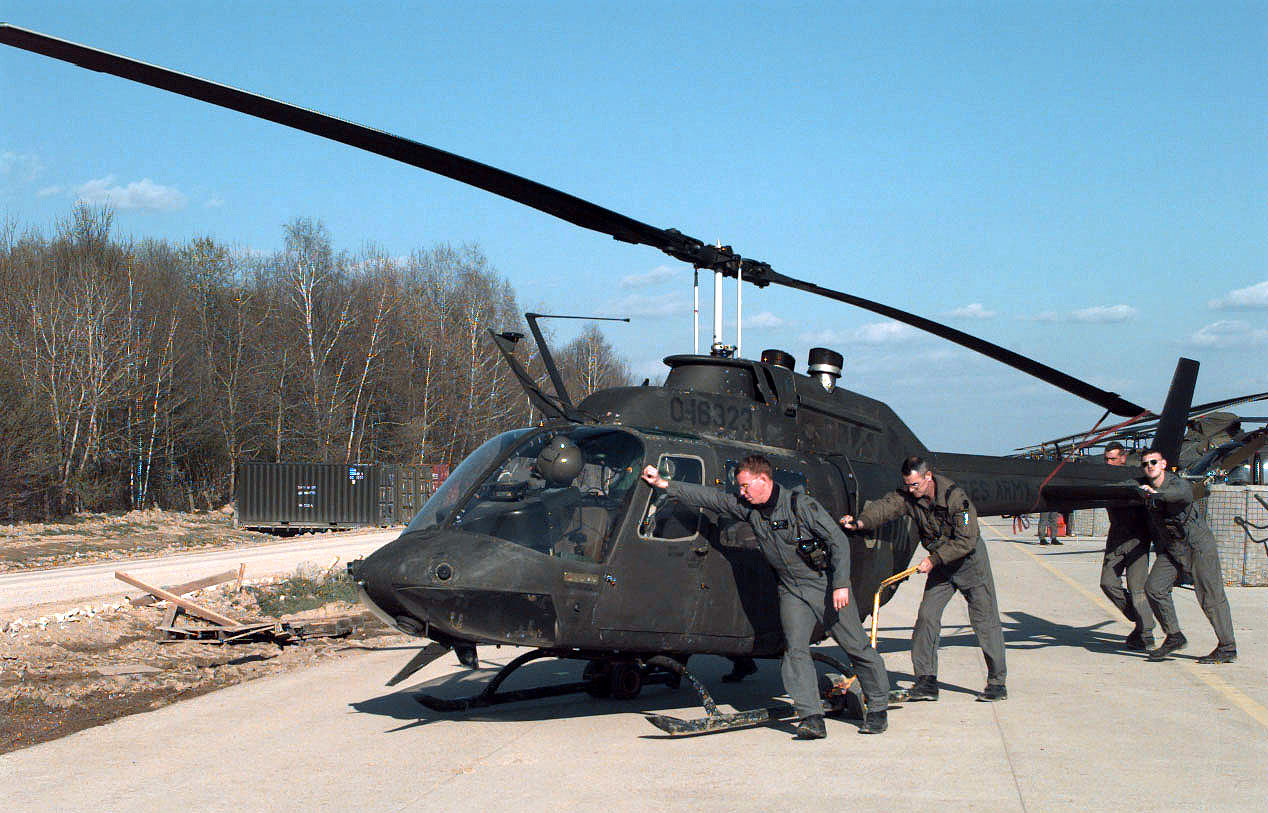
OH-58

アメリカ陸軍は1950年代中期、H-13 スー観測ヘリコプターの後継機となる新たな軽観測ヘリコプター（LOH）計画を提示し、LOHは4人乗りで最大速度103kt以上、有効積載量180kg以上などの性能要求が出された。これに対し、12社に上るメーカーから22種類におよぶ設計案が提出され、このうちベル・ヘリコプターやヒューズ、ヒラーが最終選考まで進んだ。1961年5月19日に陸軍から試作機製造が承認され、各社5機ずつ製造した。
ベル・ヘリコプターは「モデル206」、ヒラーは「FH.1100」、ヒューズは「モデル369」を提案した。「モデル206」にはYOH-4A、「FH.1100」にはYOH-5A、「モデル369」にはYOH-6Aの名称が与えられ、比較評価試験が行われた。1年間におよんだ評価試験の結果、1965年5月26日に機体性能の良さと安価なことからYOH-6Aを選定、OH-6の名称で導入し、ベル・ヘリコプターのYOH-4Aは破れた。
ベル・ヘリコプターは、「モデル206」を民間型に改良したベル 206 ジェットレンジャーを開発、1966年1月10日に初飛行させた。ベル 206は、民間市場で好調なセールスを記録し、1968年1月にはアメリカ海軍がTH-13練習ヘリコプターの後継機として着目し、TH-57A シーレンジャーの名称で採用した。さらに、1960年代後半にはOH-6Aの生産費用が急騰したことから調達中止となり、再度軽観測ヘリコプターの入札が行われ、1968年3月8日にOH-58A カイオワの名称で採用が決定し、新たな観測ヘリコプターとして2,000機が発注された。OH-58A量産初号機は1969年5月23日にアメリカ陸軍へ引き渡されてベトナム戦争に投入されている。OH-58Aは耐久性や信頼性でOH-6ほどの評判は得られなかったものの、民間型譲りのキャビンの広さは好評で負傷兵護送にも使用された。

### 陸軍ヘリコプター改善計画 (AHIP)
1970年代後期、高度な光学センサーを装備したAH-64の登場によって、それまで目視に頼っていた観測ヘリコプターの陳腐化は否めなくなっていた。アメリカ陸軍は、陸軍ヘリコプター改善（AHIP：Army Helicopter Improvement Program）計画を提示、1981年9月21日に主契約会社をベル・ヘリコプターに決定した。ベル・ヘリコプターはこの計画で、OH-58Aを大幅に改造したOH-58D カイオワ・ウォリアを提案、アメリカ議会により592機の改修が決定した。一時は改修機数は477機、206機と削減されたが、議会が改修計画を支持したため、1995年に追加が認められ、最終的に383機が改修された。
OH-58Dは、主ローターを複合材料製4枚ブレードへ変更した他、キャビンを潰す代わりにマクドネル・ダグラスとノースロップが共同開発した主ローターマスト装着式照準器（MMS）を装備していることが外見上の大きな特徴である。
OH-58D初号機は、1983年10月6日に初飛行し、1985年12月からアメリカ陸軍への引き渡しが始められた。
OH-58D初期引き渡し分のうち、15機は特殊武装型のプライム・チャンスと呼ばれる機体で、AIM-92 スティンガー空対空ミサイル、AGM-114 ヘルファイア対戦車ミサイル、M260 2.75inロケット弾ポッドや機銃ポッドを胴体側面に携行できるようにされた。これらは、タンカー戦争の折に海軍の軍艦から活動し、タンカーを狙うイラン革命防衛隊海上部隊のボグハマールに対し夜間攻撃で戦果を挙げた（当時、海軍のSH-60はFLIRを装備しておらずヘルファイアミサイルも携行できなかった）。その後、他のOH-58Dも武装可能なように改修され、OH-58D(I)と称された。

### 多目的軽ヘリコプター計画（MPLH）
アメリカ陸軍では、OH-58Dをさらに改修して使用する多目的軽ヘリコプター（MPLH）計画を提示していた。
アメリカ陸軍はこの計画について、OH-58D(I)のスキッド式降着装置を折り曲げ式にするとともに、主ローター・ブレードと尾部垂直安定板を折り畳み式にし、輸送機への搭載などをさらに安易にできるようにするとしている。また、機外に担架などを固定できる機外取り付け具の装備も検討している。これらは一部の機体に実施された。
さらに、1990年代初頭にはOH-58Xへの改修も計画されたが実施されなかった（下記を参照）。

### 後継機計画とOH-58F
OH-58は初飛行が1960年代と基本設計が古く、センサー面でも索敵レーダーを装備したAH-64Dが登場すると再び能力差が大きくなった。また、イラク戦争やアフガニスタン紛争にて合わせて30機以上の損失を出したため、改修やRQ-7 シャドーなどのUAVによる任務の一部代替とは別に、OH-58Dの後継機を調達し代替する計画もあった。ただし「観測ヘリに攻撃能力を持たせて多用途化する」という方向性が混乱を招き、未だ実現には至っていない。
2004年にRAH-66の開発が断念された後も、新しい偵察ヘリコプターとしてARH-70の導入が検討されていたが、導入費用が当初の予定を大幅に超過したために、ARH-70の開発も2008年10月16日に中止された（詳細はARH-70#開発中止を参照）。一方OH-58A/Cについては、同時期に汎用ヘリコプターとして採用されたUH-72によって代替されることとなった。

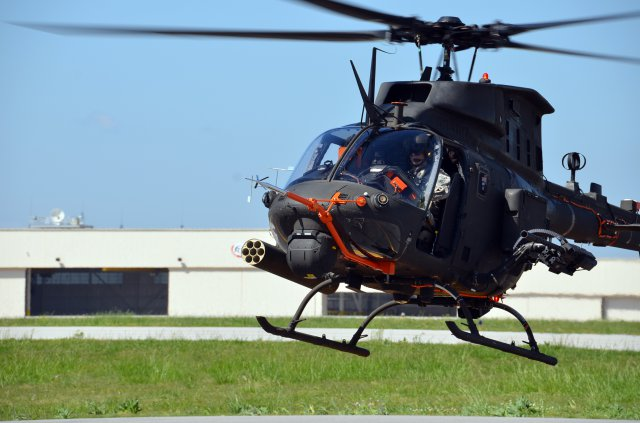
OH-58Fの試作機

これに伴い、アメリカ軍は残存する339機のOH-58Dの電子機器の入れ替えと安全対策の強化を進めている。コックピットおよびセンサのアップグレードプログラム（CASUP）によりOH-58Dを改修したOH-58Fは2012年に初飛行し、A/C/D型から368機を改修する予定であった。実際の初飛行は2013年4月となり、2015年3月には低率生産が開始される予定となっていた。
3度目となる後継機選定の試みとして武装空中偵察機計画が開始され、新機種に加えてOH-58Fより性能を向上させた改修案のOH-58F Block2も候補となったが、資金難からこれも2013年後半に中止されている。
さらに米陸軍の2015年度予算ではOH-58の退役が計画され、2014年5月にはベル社のCEOが陸軍からOH-58Fへの改修プログラムを中止する通知を受けたと述べた。OH-58Dの任務は今後AH-64Eにより代替され、機体は陸軍予備役と陸軍州兵から移管した分で賄われる。米陸軍のOH-58Dは、2017年9月18日にラストフライトが行われ、完全に退役した。
退役時には攻撃ヘリによって任務を代替されたが、統合多用途・将来型垂直離着陸機計画では2030年以降の導入としてOH-58Dの直接的な後継機将来型攻撃偵察機が計画された。OH-58Dの4回目の後継機計画となる将来型攻撃偵察機も2024年には計画中止されている。

## 派生型

### OH-58A
OH-58の通常型。4つの座席からなる。

### OH-58B
オーストリア空軍向けのOH-58。

### OH-58C
基本的にOH-58Aと同じ。

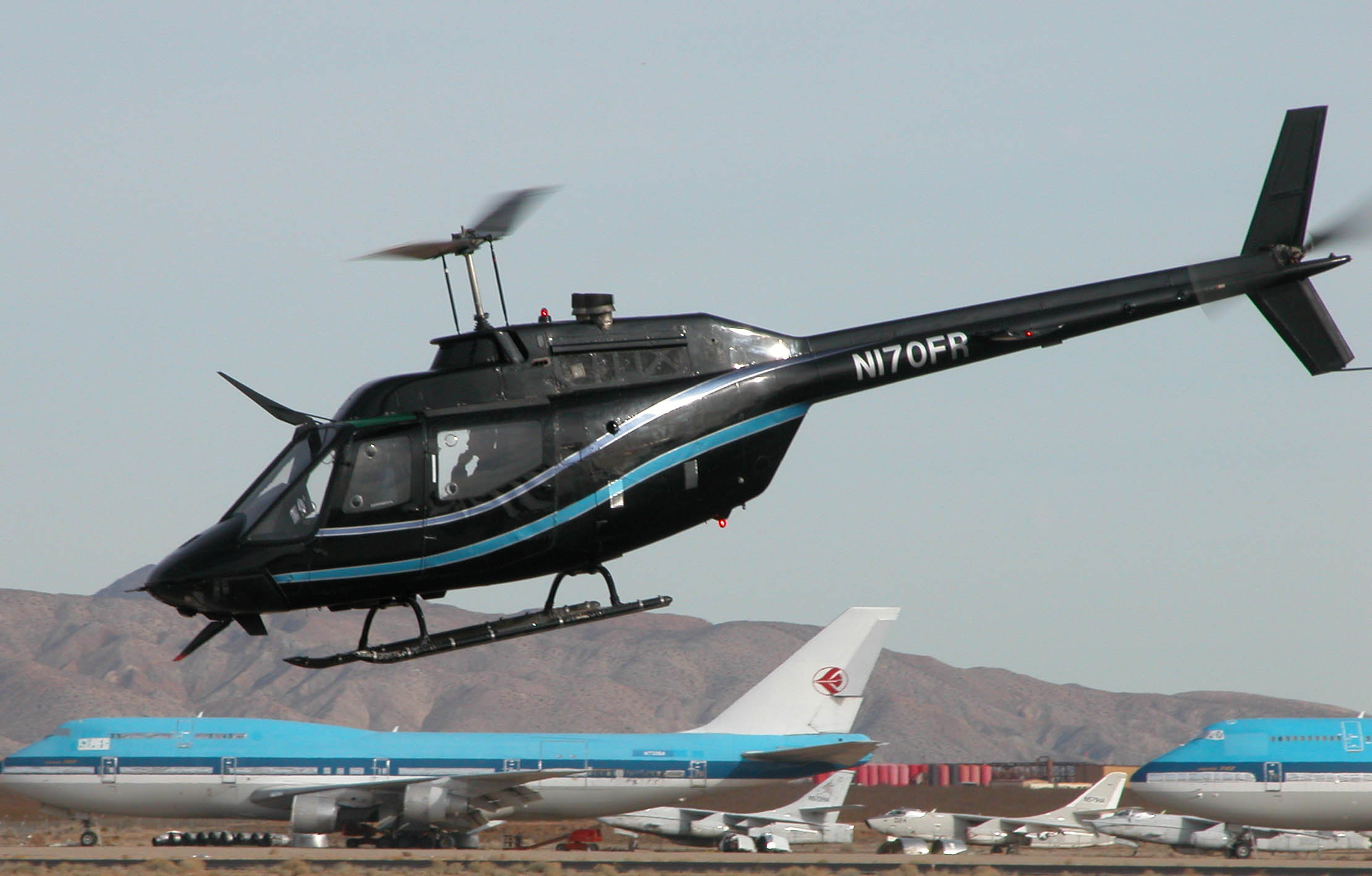
テストパイロット学校（カリフォルニア州モハーヴェ砂漠）を飛行するOH-58C

変更点は、エンジンを313kWのアリソン T63-A-720にパワーアップ、電子機器類性能向上、操縦室計器の配置変更などが行われている。アメリカ陸軍が採用したほか、ドミニカ共和国も採用。

### OH-58D

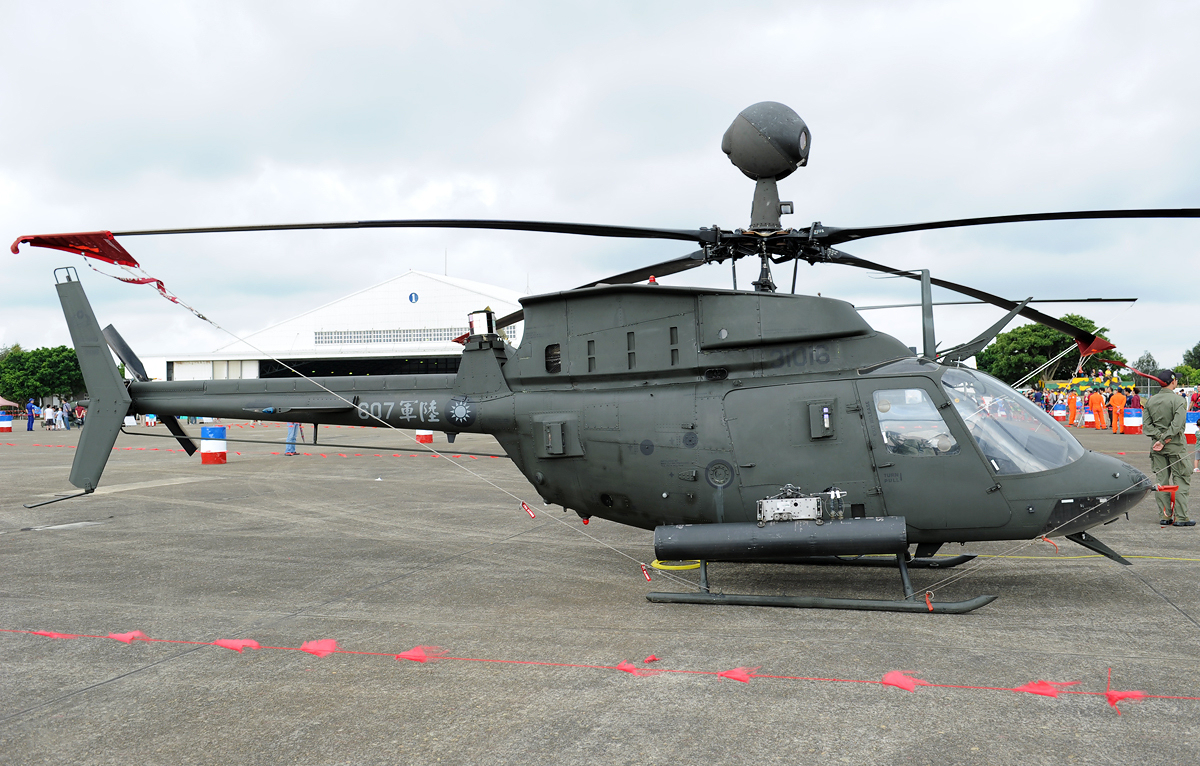
中華民国陸軍のOH-58D

愛称は、カイオワ・ウォリア（Kiowa Warrior）。
OH-58Aからの変更点は、エンジンを出力向上型の485kWのアリソン T703-AD-720に変更、メインローターブレードを4枚にし、複合材を素材に使用、操縦系統へ油圧安定制御と増強システムを付加、操縦席へ多機能表示装置と暗視ゴーグル対応型計器類を装備、ローターマストに照準器、TVおよび赤外線光学装置、レーザー目標表示・距離測定装置の装備である。
アメリカ陸軍のほか、台湾陸軍が採用している。近年はアメリカ陸軍の余剰機がチュニジアやギリシャ、クロアチアに輸出されており、ギリシャに輸出された70機（実動機36機、訓練機24機、部品取り用機体10機）は2019年に完納された。

### OH-58D(I)
OH-58Dの武装携行型。兵装パイロンが胴体両側面に取り付けられ、トランスミッションの出力が強化されている。搭載電子機器類では、AN/ARC-201地上・空中用単一チャンネル無線システム（SINCGARS）の装備、AN/APR-44(V)3 レーダー警戒装置、AN/ALQ-144(V)1 赤外線妨害装置、AN/AVR-2 レーザー探知装置などを追加装備し、乗員の生存性を高めている。

### OH-58X

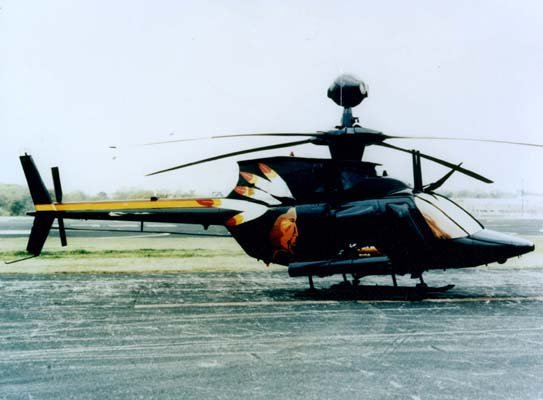
OH-58X

アメリカ陸軍が計画した、OH-58Dのステルス型。機首ターレットに視野30度の前方赤外線監視装置（FLIR）を装備して夜間の超低空飛行を可能にするもので、航法システムでもリング・レーザー・ジャイロ式慣性航法装置（INS）の装備や、全地球測位システム（GPS）の追加、地形地図および統合型ヘルメット表示装置も取り付けられる。1992年にOH-58D試作4号機が改造されて試験に使用されたが、量産改修は行われなかった。

### 406CS
OH-58Dの状態で、武装を軽装備化した海外輸出型。GIAT 20mm機関砲ポッド、BGM-71 TOW対戦車ミサイル、70mmロケット弾を胴体側面に装備する。エンジンやローターなどは、そのままOH-58Dのものを使用する。
現在、13機がサウジアラビア陸軍で使用されている。
愛称は、コンバット・スカウト（Combat Scout）。

## 採用国
現在の運用国
- オーストリア
  - OH-58B（2023年時点で、オーストリア空軍が10機を保有[6]）
- クロアチア
  - OH-58D
- ギリシャ
  - OH-58D
- 中華民国（台湾）
  - OH-58D（台湾陸軍）
- ドミニカ共和国
  - OH-58A（2024年時点で、ドミニカ共和国陸軍が4機を保有[7]）
  - OH-58C（2024年時点で、ドミニカ共和国陸軍が4機を保有[7]）
  - CH-136（2024年時点で、ドミニカ共和国空軍が9機を保有[7]）
- サウジアラビア
  - 406CS（サウジアラビア陸軍）
- チュニジア
  - OH-58D

過去の運用国
- アメリカ合衆国陸軍
  - OH-58A
  - OH-58C
  - OH-58D

- オーストラリア
  - OH-58A（オーストラリア陸軍）

- カナダ
  - COH-58A（カナダ空軍）
  - CH-136（カナダ空軍）

## 性能･主要諸元

### OH-58A
- 乗員：4名
- 全長：9.81m
- 全高：2.92m
- 主回転翼直径：10.77m
- 最大離陸重量：1,049kg
- 発動機：アリソン T63-A-700ターボシャフト 236kW×1
- 燃料容量：264.9l
- 超過禁止速度：222.2km/h=M0.18
- 巡航速度：188.9km/h=M0.15
- 武装
  - M134 7.62mm機関銃x1
  - M129 40mm自動擲弾発射機x1

### OH-58D
- 乗員：2名
- 全長：12.85m
- 全高：2.73m
- 主回転翼直径：10.76m
- 最大離陸重量：2,495kg

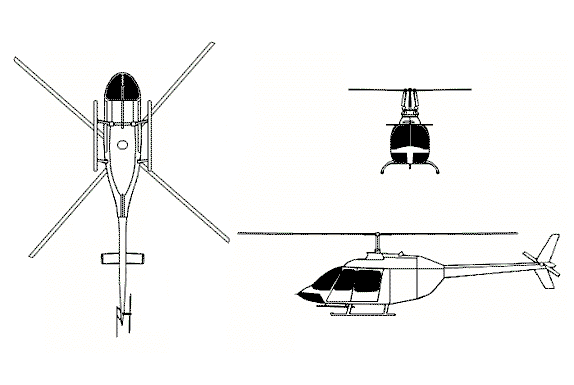
OH-58D 三面図

- 発動機：アリソン T703-AD-700 ターボシャフト 485kW×1
- 燃料容量：454l
- 超過禁止速度：222km/h=M0.18
- 巡航速度：195km/h=M0.16
- 武装
  - AGM-114 ヘルファイアx2連装M279 ランチャー（左右1つずつ）
  - ハイドラ70ロケット弾（M260 7連装ポッド）
  - M296重機関銃x1（左側500発）
  - AIM-92 スティンガー空対空ミサイルx2連装ランチャー（左右1つずつ）

### 406CS
- 乗員：2名
- 全長：12.85m
- 全高：3.14m
- 主回転翼直径：10.76m
- 空虚重量：1,030kg
- 最大離陸重量：2,268kg
- 有効積載量：680kg
- 発動機：アリソン 250-C30R ターボシャフト 485kW×1
- 超過禁止速度：125kt
- 巡航速度：114kt
- ホバリング上昇限度：3,900m（IGE）/2,680m（OGE）
- 航続距離：218nm
- 武装
  - BGM-71 TOW対戦車ミサイル
  - GIAT 20mm機関砲ポッド
  - ハイドラ70ロケット弾ポッド

## 登場作品

### 映画
『アパッチ』
アメリカ陸軍の協力で実機が登場。先行して偵察を行い、AH-64 アパッチを支援する。
『エンド・オブ・ホワイトハウス』
ホワイトハウスを襲撃した北朝鮮のテロリストに対処するために出動する。

### ゲーム
『Operation Flashpoint: Cold War Crisis』
アメリカ軍陣営で使用可能な偵察ヘリコプターとして登場する。
『Wargame Red Dragon』
NATO陣営のアメリカ軍デッキで使用可能なヘリコプターとしてC型・D型・406CSが登場する。